# Anton Žunter
Anton »Tonč« Žunter, slovenski zdravnik in politik, * 6. marec 1949, Celje ali Rečica ob Savinji
Je upokojeni splošni zdravnik, planinec in simpatizer stranke SDS.

## Mladost
Odraščal je v Rečici ob Savinji, gimnazijo je obiskoval v Celju.

## Medicina
Leta 1974 je diplomiral na Medicinski fakulteti v Ljubljani. Specializacijo je opravil leta 1983. V Lučah je imel ambulanto splošne prakse med letoma 1974 oz. 1976 in 2009, ko se je upokojil. Po letu 1991 je pridobil koncesijo za opravljanje zasebne prakse. Bil je predsednik Združenja zasebnih zdravnikov in zobozdravnikov.

## Gorništvo
Kot mladenič se je včlanil v AO Celje. Je predsednik Slovenskega gorniškega kluba Skala in gorniškega kluba dr. Henrik Tuma ter soustanovitelj in predsednik Gorniškega kluba Savinjske doline. Bil je gorski reševalec. Kot zdravnik je spremljal alpiniste na treh odpravah v Himalajo (1983, 1997, 1998) in dveh v Ande (1983, 1999).
25. februarja 1978 se je hudo poškodoval v snežnem plazu v Velikem žlebu v Raduhi. Imel je poškodbe na medenici, mehurju in črevesju, doživel je podhladitev in šok.
Iz celjske gorske reševalne službe je izstopil po 19 letih, leta 1994. Kot razlog je navedel neurejene razmere.

## Politika
Sodil je v krog Nove revije. Bil je ustanovni član Slovenske demokratične zveze (SDZ). Med letoma 1990 in 1992 je bil njen delegat v Zboru občin Skupščine RS kot zastopnik Občine Mozirje.
Leta 1996 je obljubil tisoč nemških mark desetemu novorojencu v Lučah. Leta 1998 je ob materinskem dnevu podaril 94 tisoč tolarjev materi novorojenega dečka.
Leta 2011 je postal predsednik novonastale sekcije Združenja za vrednote slovenske (VSO) osamosvojitve za Zahodno Štajersko.
Bil je govorec Odbora 2014, ki si je prizadeval za izpustitev Janeza Janše iz zapora. V svojem govoru na slovesnosti VSO ob 25. obletnici odločitve o slovenski samostojnosti leta 2015 je v komentarju evropske begunske krize »nepreglednim karavanam muslimanskih priseljencev« dal oznako »nevarnost islamizacije«, čemur je dejal reči »bobu - bob.«
Leta 2021 je Žunterjev gorniški klub Skala, ki se šteje za naslednika Turistovskega kluba Skala in je zato takrat slavil njegovo 100-letnico, Janezu Janši podelil dve nagradi, maja v Lučah Kocbekovo priznanje, oktobra v ljubljanskem Hotelu Lev pa zlato plaketo Ustanove Avgusta Delavca. Oktobrsko prireditev je režiral Roman Končar, vodil pa Pavle Ravnohrib.
Leta 2022 se je Žunter slikal z družino Janeza Janše ob Krnskem jezeru za Janšev twitter profil. Julija 2023 se je udeležil srečanja SDS v Bovcu.

## Televizija
Leta 2000 je nastopil v dokumentarcu Gorski zdravnik Marjete Keršič Svetel in režiserja Primoža Mežka za TV Slovenija.

## Družina
Ima štiri otroke.

## Kritike
Leta 1997 je lokalni časopis Novi tednik NT&RC kritiziral Žuntarjevo trditev, da se je v Lučah rodilo 5 otrok, čeprav jih uradni podatki navajajo 19. Spletni portal necenzurirano.si je kritiziral odločitev ministrstva za kulturo pod vodstvom Vaska Simonitija, da na začetku leta 2021 z 20.000 evri in brez razpisa ugodi prošnji Žunterjevega gorniškega kluba Skala za financiranje. Znesek je označil za neprostovoljni prispevek slovenskih davkoplačevalcev za spominsko značko Janezu Janši in njegovim prijateljem ter za slavnostno prireditev, ki je Skala glede na znano finančno stanje sama ne bi mogla plačati.

## Nagrade in priznanja
- 2000: častni znak svobode Republike Slovenije z naslednjo utemeljitvijo: »za dolgoletno nesebično in požrtvovalno zdravniško delo«.[18][2]
- 2005: najvišje priznanje Zdravniške zbornice Slovenije - Hipokratovo priznanje[2]
- 2009: častni občan Občine Luče[2]